# Mateo Peñalba
Mateo Peñalba Ramos (¿? - Segorbe, 10 de junio de 1714 ; fl. 1681-1714) fue un compositor y maestro de capilla español.

## Vida
Se desconocen los orígenes del maestro Peñalba. Se ha especulado sobre un origen en Onteniente, principalmente debido a otro músico, Peñalba Donar, que se ha detectado allí. Climent niega esta relación, afirmando que el origen onteniense no deja de ser especulación.
Las primeras noticias que se tienen de Peñalba son de su nombramiento como sochantre de la Catedral de Segorbe el 22 de noviembre de 1681. El 12 de abril de 1684 falleció el maestro de capilla Miguel Monchiu Panzano —también como Monjiu Panzano—, con el que Peñalba había estado colaborando hasta entonces. El cabildo solicitó a Peñalba que ocupase el magisterio de forma interina, que el compositor aceptó. Peñalba se mantuvo como interino 26 años, manteniendo su cargo en la Capellanía de sochantre, pero entregó las 10 libras que le daban por el magisterio de la capilla de música al sacabuche, Pedro Morante. Además se le concedieron días libres para dedicarlos a la composición.
El 20 de febrero de 1691 el cabildo de Catedral de Segorbe acordó nombrar a Peñalba maestro de capilla, con «todos los honores y preeminencias de que han gozado los demás Maestros de Capilla de esta Santa Iglesia», par apremiar su competencia y dedicación.

Atendido y considerado que el Licenciado mosén Mateo Peñalba, ocho años ha que regenta la Capilla con la paz y sosiego [...] y con el adelantamiento de los infantil los y lo mucho que se aplica a la nueva música, así para las Navidades como para las festividades de los Jueves, Corpus Christi, festividades del rosario, ahorrándole el salario de Maestro de Capilla, y que estas diez libras las daba a mosén Antonio Martín por sustituirle la Chantría, y otros motivos justos y razonables como son: excusarse la Iglesia un personado y voz de cantor por suplir con su voz siempre que es menester; unánimes y conformes deliberaron se le adjudiquen 15 libras más y en los jueves un real además de lo que percibe por su personado y la media porción por regentar la Capilla. Otrosí: se le concede un mes de presencia además de la que han tenido los Maestros para la composición de Navidades, con objeto de que se aplique más y más a la nueva composición para las festividades de entre año, pudi endo valerse de dicha presencia, ya sea con continuación de días, ya sea con dis continuación, con calidad de que la música que componga haya de ser de esta Iglesia, entregándola ya con los originales, ya con copia de ellos... Y para mayor respeto y veneración que le deben tener todos los músicos, ha parecido bien a di chos señores nombrarle por Maestro de capilla, dándole y confiriéndole todos los hon ores y preeminencias de que han gozado los demás Maestros de capilla de esta Santa Iglesia.
Actas capitulares de la Catedral de Segorbe, 20 de febrero de 1691

Permanecería en el cargo nueve años, hasta el 9 de mayo de 1710, fecha en la que dimitió del magisterio. Todavía permaneció en la sochantría hasta el 10 de junio de 1714, fecha en la que falleció. Fue enterrado a los pies de la capilla del Carmen de la catedral.

A once de Junio de 1714 se enterró [a] mosén Matheo Peñalba, Presbítero Chantre y Maestro que fue de Capilla de esta Santa Iglesia Catedral; hizo testamento de su propia mano, letra, y firma en 15 de Abril de 1676, nombrando albaceas a Matheo Peñalba, su padre, y a Luis Peñalba, su hermano, pero por haber premuerto los dichos, el Vicario General nombró albaceas a Vicente Ferrer de Gerónimo y a María Peñalba, su mujer, hermanos del difunto, a los que dio facultad para ejecutar la obra pía a su voluntad y éstos han tomado de los bienes y hacienda del difunto cien libras; diéronle sepultura dentro del cuerpo de la Iglesia, ante la Capilla del Carmen.
Partida de defunción, según las actas capitulares de la Catedral de Segorbe, 11 de junio 1714

Mateo Peñalba dejó su música a su hermana, María Peñalba, que fallecería en 1719. El cuñado de Mateo Peñalba, Vicente Ferrer, entregó los papeles al Cabildo a cambio de que asistiesen al entierro de su mujer los músicos de la capilla.

## Obra
La obra de Mateo Peñalba se encuentra en el archivo de la Catedral de Segorbe. Según Climent, el compositor dejó 147 composiciones en el archivo. Se conservan 10 salmos, 4 motetes, 1 magnificats, 3 antífonas, 1 himno y 60 villancicos. José Perpiñán afirma que se han perdido otras 25 obras de Peñalba.